# دربندکان
دربندکان روستایی در دهستان سرکور بخش سرباز شهرستان سرباز استان سیستان و بلوچستان ایران است.

## جمعیت
بر پایه سرشماری عمومی نفوس و مسکن در سال ۱۳۹۵ جمعیت این روستا ۳۰ نفر (۷خانوار) بوده‌است.